# ثاكورث

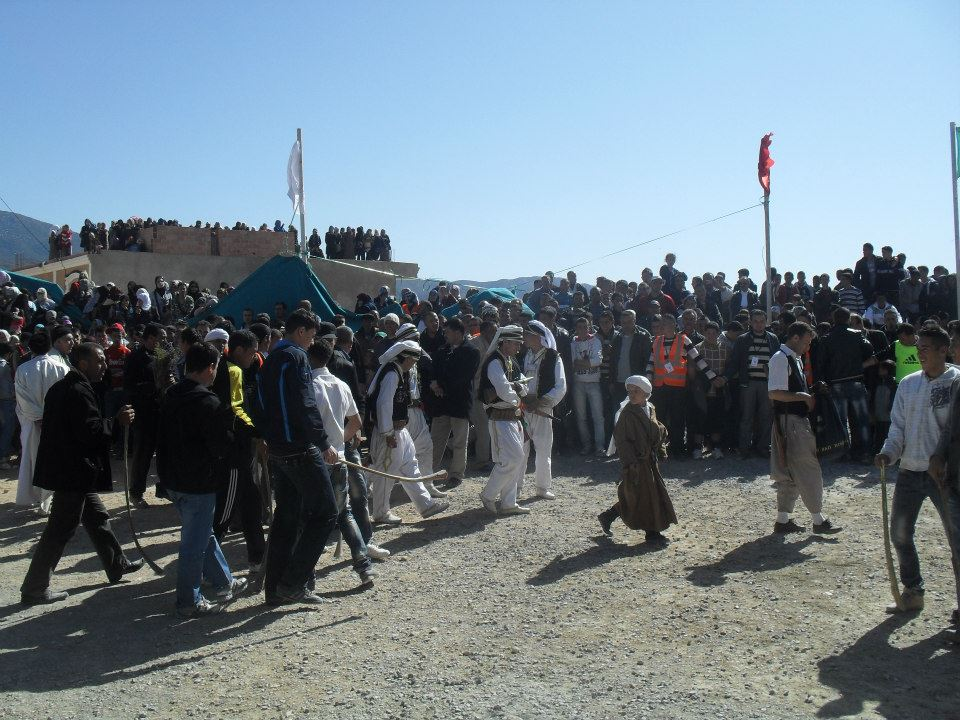
لعبة ثاكورث في مدينة منعة في الجزائر.

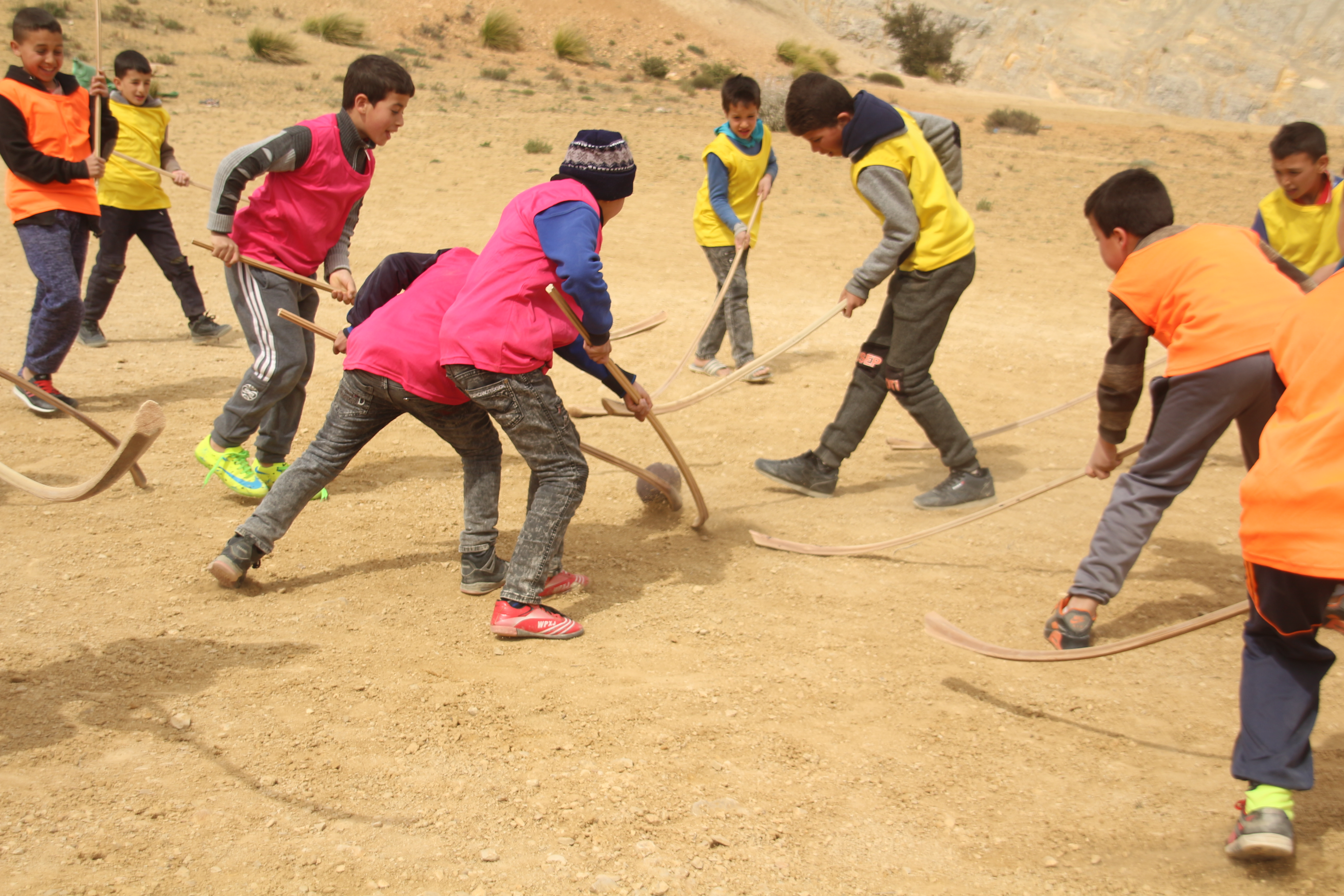
أطفال يلعبون ثاكورث.

ثاكورث هي رياضة في منطقة الأوراس بالجزائر تشبه إلى حد ما رياضة هوكي الحقل، حيث يتم لعبها بكرة مصنوعة من العشب والحلفاء ومغطاة بشمع العسل وعصا طويلة بنهاية منحنية، بين فريقين يتكونان من لاعبين من كلا الجنسين وحتى أطفال,,.

## مذكرات و مراجع
1. ↑  "Célébration de la fête du printemps à Menaâ (Batna)". Algérie Presse Service. 2013. مؤرشف من الأصل في 2022-02-06. اطلع عليه بتاريخ 15 septembre 2013. {{استشهاد بدورية محكمة}}: تحقق من التاريخ في: |تاريخ الوصول= (مساعدة) والوسيط غير المعروف |شهر= تم تجاهله يقترح استخدام |تاريخ= (مساعدة).
2. ↑  "Le début du printemps amazigh célébré à Menaâ (Batna)". Algérie Presse Service. 2011. مؤرشف من الأصل في 2022-02-06. اطلع عليه بتاريخ 15 septembre 2013. {{استشهاد بدورية محكمة}}: تحقق من التاريخ في: |تاريخ الوصول= (مساعدة) والوسيط غير المعروف |شهر= تم تجاهله يقترح استخدام |تاريخ= (مساعدة).
3. ↑  Hamatou، Rachid (2013). "La fête du printemps à Menâa (Batna): « La fête oui, mais pas au détriment du patrimoine »". Liberté ع. 6246: 11. ISSN:1111-4290. مؤرشف من الأصل في 2022-02-13. اطلع عليه بتاريخ 15 septembre 2013. {{استشهاد بدورية محكمة}}: تحقق من التاريخ في: |تاريخ الوصول= (مساعدة) والوسيط غير المعروف |شهر= تم تجاهله يقترح استخدام |تاريخ= (مساعدة).